# Альбий Тибулл
А́льбий Тибу́лл (лат. Albius Tibullus; родился около 50 года до н. э., Габий, Римская республика — умер не позднее 18 года до н. э., Рим, Римская империя) — древнеримский поэт времён принципата Октавиана Августа, военный трибун в 28 году до н. э. Автор двух книг элегий.

## Жизнь
Скудные сведения о биографии Альбия Тибулла содержат, прежде всего, произведения самого поэта, а также некоторые стихотворения его современников — Горация и Овидия. По всей видимости, Тибулл родился и вырос в привольной сельской обстановке, поскольку он часто и с любовью воспевает деревню. Из некоторых намёков можно предположить, что семейство поэта понесло значительный материальный урон во время раздачи земли ветеранам (вероятно, в 42 году до н. э.). Впрочем, у Тибулла осталось достаточно средств для вполне безбедной жизни, в связи с чем Квинт Гораций Флакк даже называл его «богатым». Как римский всадник он должен был отбывать в течение 10 лет военную службу.
Личные отношения, о которых подробно ничего неизвестно, привели его в лагерь одного из знатнейших римлян того времени, Марка Валерия Мессалы Корвина, и Тибулл поступил в его свиту. Мессала по своим убеждениям был ярым республиканцем; его подчинённый, а впоследствии — друг Тибулл придерживался, по-видимому, тех же воззрений, так как нигде в своих стихах он не упоминает про Августа, Мецената, про Актийскую битву, не называет он и поэтов «золотого века» — Вергилия и Горация, хотя последний очень дорожил мнением Тибулла о своих сатирах. После Актийской победы и поражения опального Марка Антония Мессала был послан Августом против кельтов Аквитании, за победу над которыми получил триумф (27 год до н. э.), воспетый Тибуллом (I, 7); он совершил также поход в Сирию и Киликию. Тибулл всюду сопровождал своего покровителя, но во время путешествия на Восток заболел и некоторое время оставался на Коркире (I, 3).

## Творчество
Главным содержанием 2 книг элегий Тибулла, названных так от размера, которым они написаны (чередование гекзаметра и пентаметра), служат любовные истории поэта. Первой любовью Тибулла была вольноотпущенница Делия, имя которой с лёгкой руки Тибулла так часто фигурирует впоследствии в стихотворениях поэтов-классицистов для обозначения возлюбленной. По свидетельству Апулея, настоящее имя этой женщины было Плания. Историю отношений Тибулла и Делии проследить трудно, так как, по обычаю древности, поэт окутал действительность тонким покрывалом. Приблизительно роман их представляется в следующем виде: в элегии (I, 1) Тибулл страстно влюблён в Делию, но не владеет ещё ею. Война вырывает поэта из объятий возлюбленной. Происходит нежная сцена прощания (I, 3). Лёжа больной в Коркире, Тибулл мечтает о своём внезапном появлении перед Делией и о её радости. На самом деле при своём возвращении из похода поэт находит красавицу во власти какого-то богача (I, 5), так что все радужные мечты Тибулла должны рассеяться. Может быть, этот богач женился на Делии и во всяком случае крепко сторожил её (I, 2); однако Тибуллу удалось прокрасться в дом красавицы, даже получить ночное свидание; но скоро Делия завела себе нового друга сердца. Вероятно, во время размолвки с Делией Тибулл любил красивого мальчика Марата (I, 4, 8 и 9).
Вторая книга посвящена новой любви поэта — Немезиде, названной этим вымышленным именем, вероятно, в отмщение за вероломство Делии. Немезида рисуется нам женщиной низкого происхождения, требующей платы за свои ласки, тогда как главным достоянием Тибулла являются его стихи и слава (II, 4). Между тем, без Немезиды поэту не удаётся ни один стих, и он заклинает свою возлюбленную относиться к нему поласковее во имя тени её маленькой сестры, которая была хорошо расположена к Тибуллу. Намёков на удовлетворение желаний поэта мы не встречаем. Задушевный и сердечный тон стихотворений к Делии отсутствует в элегиях, посвящённых гетере Немезиде; к страсти и тоске здесь часто примешивается ирония над самим собой и юмористические выходки. Во всяком случае, по свидетельству Овидия, Тибулл был верен Немезиде до самой смерти. В первой элегии 2-й книги поэт с редким мастерством описывает сельский праздник Ambarvalia. Это стихотворение рисует нам Тибулла истым сельским хозяином, получающим наслаждение от своего поместья и сельских в нём работ. Пятая элегия, написанная по случаю вступления сына Мессаллы в жреческую коллегию 15 мужей, представляет собою гимн величию Рима. Из всей истории Рима Тибулла особенно интересует то первобытное время, когда на Палатине паслись ещё коровы, а Велабрская долина, отделяющая Капитолий от Палатина, была прудом, по которому в праздничные дни деревенская красавица ездила на свидание к своему возлюбленному пастуху. По всей вероятности, Тибулл далеко не всегда был оригинален в своих элегиях; но произведения тех греческих поэтов, которым он мог подражать, не дошли до нас. Во всяком случае, в его стихотворениях часто встречаются общие места александрийской эротической элегии — жалобы на войну, проклятия губительному оружию (см. I, 10), могущество золота в делах любовных. Древняя критика, в лице Квинтилиана, ставила Тибулла выше остальных римских элегиков: Галла, Проперция и Овидия. И действительно, у Тибулла есть значительные преимущества: прежде всего, его произведения свободны от всякого рода учёных мифологических намеков, которыми изобилуют элегии Овидия и особенно Проперция; не могут не привлекать простота и естественность изображаемых им чувств, искренность и задушевность тона, особенно там, где поэт говорит о любви к деревне и к Делии. Самые удачные стихотворения — I, 1 и 3 и II, 1.
Именно благодаря Тибуллу Рим стали называть «Вечным городом».
В элегии II (5, 23) он пишет о времени прибытия Энея в Италию:

Rómulus áeternáe nondúm formáverat úrbis

Móenia cónsortí nón habitánda Remó.

Ромул еще не сложил те стены вечного града,

Где поселиться не смог вместе с ним брат его Рем.— перевод Л. Остроумова
Элегии Тибулла представляют собою моментальный отголосок его настроения, а потому далеко не всегда строго последовательны и логичны. Многие выдающееся учёные как прежнего, так и нового времени (например, Скалигер, Ричль, Л. Миллер, Бэренс, Беллинг) пытались устранить этот недостаток совершенно произвольными перестановками стихов в его элегиях. Тибулл был поэтом скромным и никогда не доходил в своих произведениях до гордого самосознания, что будет жить в потомстве; но другой поэт (Овидий) признал за ним это право, говоря, что стихотворения Тибулла будут изучать всё время, пока будут существовать факел и стрелы Купидона.
Умер Тибулл в юном возрасте, по всей вероятности — в один год с Вергилием (19 до н. э.). С именем Тибулла дошли до нас произведения, ему не принадлежащие, хотя они издаются обыкновенно под именем 3 и 4 книг его элегий. Причина этого смешения кроется, вероятно, в том, что псевдотибулловы стихотворения принадлежат поэтам, примкнувшим, подобно Тибуллу, к кружку Мессалы. Третья книга заключает в себе 6 элегий, написанных неизвестным ближе поэтом Лигдамом (Lygdamus; вероятно, псевдоним). Стихотворения Лигдама носят также эротический характер. Непринадлежность панегирика Тибуллу впервые была выяснена учёным XVII века Каспаром Бартом.

## Переводы
- В серии «Loeb classical library» элегии изданы под № 6 (вместе с Катуллом и «Ночным празднеством Венеры»).
- В серии «Collection Budé»: Tibulle. Élégies. Texte établi et traduit par M. Ponchont. XIV, 190 p.

Русские переводы:
- Элегии Тибулла. / Пер. А. Фета. М., 1886. XVI, 90 стр. (отсутствуют элегии к Марату)
- Перевод «корпуса Тибулла» Л. Остроумовым в издании: Валерий Катулл. Альбий Тибулл. Секст Проперций. / Пред. и ред. Ф. А. Петровского. (Серия «Библиотека античной литературы. Рим»). М., Гос. изд. худ. лит., 1963. 512 с. С. 157—244. (перевод элегий к Марату изъят цензурой)